# 马灵-诺维安德
马灵-诺维安德是德国莱茵兰-普法尔茨州的一个市镇。总面积12.23平方公里，总人口1494人，其中男性747人，女性747人（2011年12月31日），人口密度122人/平方公里。